# Gregorio Strozzi
Gregorio Strozzi (San Severino Lucano, 1615 - probablement Naples, 1687) est un compositeur, claveciniste et organiste italien.

## Biographie
Il a étudié avec Giovanni Maria Sabino à Naples, puis devient second organiste à Santissima Annunziata, en 1634 et jusqu'en 1643 malgré une promesse de promotion. En 1645, il est nommé aumônier à Amalfi. En 1655, il obtient son doctorat en droit canonique et civil, à l'Université de Naples et prend le titre d'abbé.

## Œuvre
Strozzi laisse une série d'œuvres chorales pour la Semaine Sainte «  Responsoria, Lamentationes, Impropères, Psalmi, Hymni, Motecta et evangelia passionis (quoad turbam), quæ ad Musicam in Hebdomada Sancta spectant », op. 1 (Rome, 1655), un Officio del Sancto Natale, op. 2 (perdu), une collection de bicinia, Elementorum musicae praxis, utilis non tantum, incipientibus, sed proficientibus et perfectis, op. 3 (Naples, 1683), et des Capricci da sonare cembali, et organi, op. 4 (Naples, 1687), son ouvrage le plus célèbre, composé de vingt-neuf pièces pour clavecin ou orgue. Conformément à la tradition de l'école de clavier napolitaine de la première moitié du siècle, se compose de 3 caprices, 3 ricercare, trois sonates, 4 toccatas, 3 gagliardes, 1 madrigale diminuito, 8 courantes, 2 ballets, 1 danse et 3 série de variations. Pour certains de ces pièces, l'auteur propose des instruments alternatifs au clavecin, harpe, viole, concerto de viole, organetti et flûtes.
Dans les capricci (variazioni contrappuntistiche) et 3 sonates (canzona), l'utilisation de la forme de Girolamo Frescobaldi (1583-1643) et Giovanni Maria Trabaci (1575–1647) est évidente. Chromatismes,  raffinement des harmonies et dissonances, rappellent les sonorités et le style de Frescobaldi, Salvatore, Mayone, Giovanni de Macque, ou même les œuvres de Gesualdo (1566-1613).